# Hockey su ghiaccio ai XXII Giochi olimpici invernali
Le gare di hockey su ghiaccio dei XXII Giochi olimpici invernali si disputano in due sedi situate a 300 metri l'una dall'altra all'interno del Parco Olimpico. Il Palazzo del ghiaccio Bol'šoj, che può ospitare 12.000 spettatori, inaugurato nel 2012, e la Šajba Arena, inaugurata nel 2013, e che ha 7.000 posti a sedere.
Dodici squadre si sono sfidate nel torneo maschile, con gare che si sono disputate dal 12 al 23 febbraio e otto squadre nel torneo femminile, con gare che si sono disputate dall'8 al 20 febbraio.

## Squadre

### Torneo maschile
Al torneo maschile si sono qualificate di diritto le prime nove squadre del ranking IIHF: Canada, Finlandia, Norvegia, Rep. Ceca, Russia, Slovacchia, Stati Uniti, Svezia e Svizzera. Le altre tre, Austria, Lettonia e Slovenia, sono uscite dai tre tornei di qualificazione, a loro volta preceduti da quattro tornei di prequalificazione. Le qualificazioni si sono svolte dal 17 settembre 2012 al 10 febbraio 2013.
- Austria
- Canada
- Finlandia
- Norvegia
- Lettonia
- Rep. Ceca

- Russia (paese organizzatore)
- Slovacchia
- Slovenia
- Stati Uniti
- Svezia
- Svizzera

### Torneo femminile
Al torneo femminile si sono qualificate di diritto la Russia, come paese organizzatore, e le prime cinque squadre del ranking IIHF: Canada, Finlandia, Stati Uniti, Svezia e Svizzera. Le altre due, Germania e Giappone, sono uscite dai due tornei di qualificazione, a loro volta preceduti da quattro tornei di prequalificazione. Le qualificazioni si sono svolte dal 27 settembre 2012 al 10 febbraio 2013.
- Canada
- Finlandia
- Germania
- Giappone

- Russia (paese organizzatore)
- Stati Uniti
- Svezia
- Svizzera

## Podi

### Uomini
| Evento                                 | Oro    | Argento | Bronzo    |
| Hockey su ghiaccio maschile (dettagli) | Canada | Svezia  | Finlandia |

### Donne
| Evento                                  | Oro    | Argento     | Bronzo   |
| Hockey su ghiaccio femminile (dettagli) | Canada | Stati Uniti | Svizzera |

## Medagliere
| Posizione | Paese       |   |   |   | Totale |
| --------- | ----------- | - | - | - | ------ |
| 1         | Canada      | 2 | 0 | 0 | 2      |
| 2         | Svezia      | 0 | 1 | 0 | 1      |
| 2         | Stati Uniti | 0 | 1 | 0 | 1      |
| 4         | Finlandia   | 0 | 0 | 1 | 1      |
| 4         | Svizzera    | 0 | 0 | 1 | 1      |
| Totale    | Totale      | 2 | 2 | 2 | 6      |